# جک تورن
جک تورن (متولد ۶ دسامبر ۱۹۷۸) فیلمنامه و نمایشنامه‌نویس اهل بریتانیا است.
تورن متولد بریستول، انگلستان است، و برای رادیو، تئاتر و فیلم کار نویسندگی انجام داده است. او حرفهٔ تلویزیونی خود را با آثاری همچون بی‌حیا و اسکینز آغاز کرد.

## فیلم شناسی

### سینما
- انولا هولمز (۲۰۲۰)
- باغ مخفی (۲۰۲۰)
- هوانوردان (۲۰۱۹)
- اعجوبه (۲۰۱۷)
- مسیر طولانی سقوط (۲۰۱۴)

### سریال
- ادی (۲۰۲۰)
- نیروی اهریمنی‌اش (۲۰۱۹)
- گنجینه ملی (۲۰۱۶)
- اسکینز

### نمایشنامه
- هری پاتر و فرزند نفرین‌شده

## پس زمینه
تورن در St. Bartholomew و در مدرسه نیوبوری، برکشر تحصیل کرده‌است.